# Леспедеца
Леспеде́ца (лат. Lespedeza) — род растений семейства Бобовые (Fabaceae).

## Название
Род назван Андре Мишо в честь испанского губернатора Висенте Мануэля де Сеспедеса-и-Веласко, который помогал ему и его сыну при ботанических исследованиях во Флориде.

## Ботаническое описание

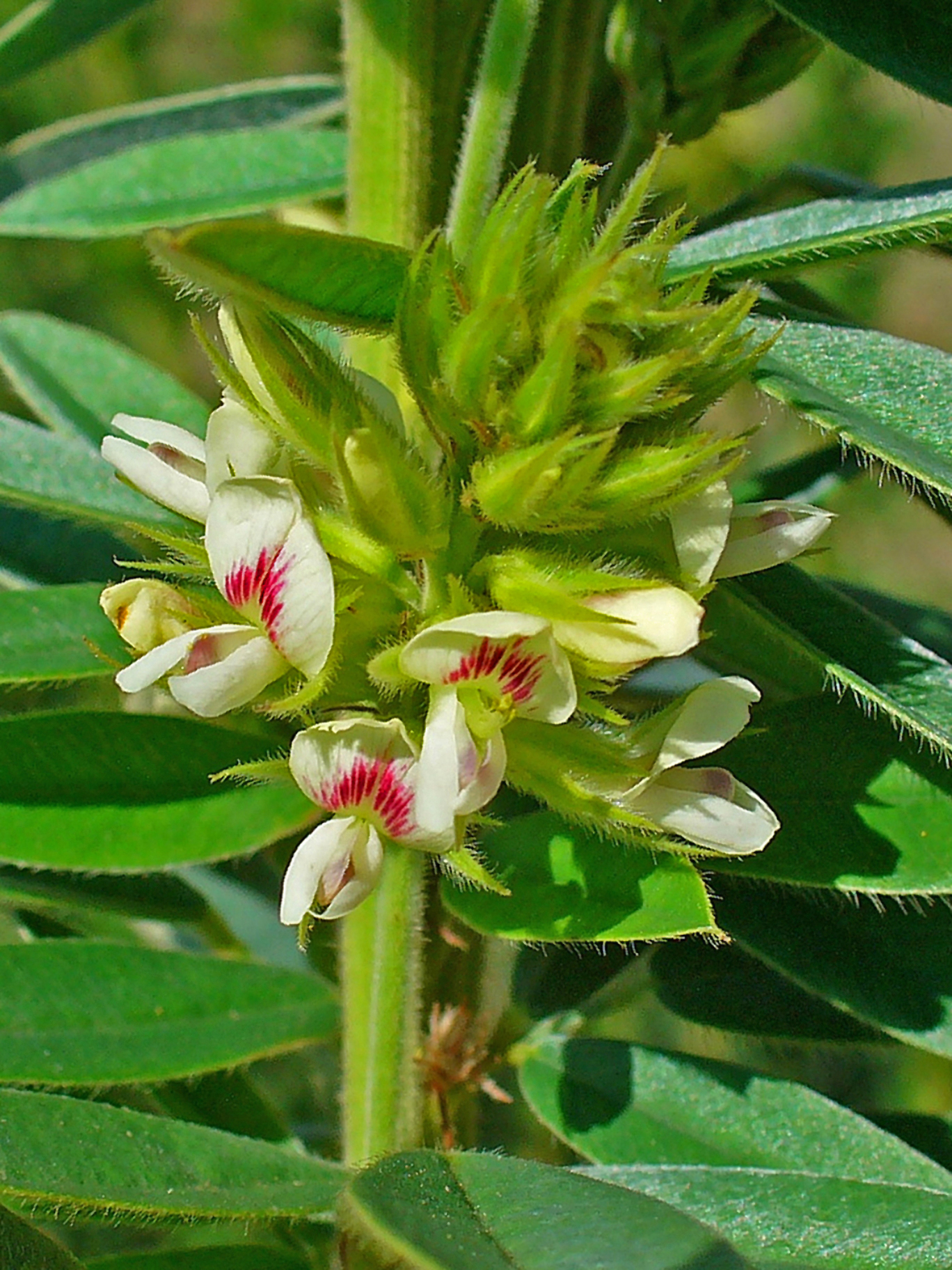
Соцветия Lespedeza capitata

Травянистные растения, полукустарники или листопадные кустарники, часто с ползучими или свисающими побегами. Поверхность стебля иногда бывает покрыта мягкими пушистыми волосками. Листья непарноперистые, с супротивными листочками.
Соцветия кистевидные, свисающие. По крайней мере два цветка располагаются на прочном стебельке. На его конце также находятся два очень маленьких листочка. Гермафродитные зигоморфные цветки пятичленные, с двойным околоцветником. Пять чашелистиков срастаются, формируя колоколовидную чашечку. Венчик является типичным для мотылькового цветка. Парус от продолговатой до обратнояйцевидной формы. Лодочка согнута кпереди, заканчивается тупо. Сужающиеся к основанию крылья продолговатые, ушковидные, срастаются с лодочкой. 9 или 10 тычинок срастаются.
Плод — невскрывающийся односемянный боб.

## Распространение и экология
Виды рода распространены в Восточной и Юго-Восточной Азии от Дальнего Востока России, Гималаев, Японии и Китая до Австралии, а также в Северной Америке, где произрастают в тропических и умеренных регионах.
Произрастающая в подлеске дубняков Приморья леспедеца двуцветная является одним из самых распространённых кустарников в тех краях.
Растения с длинным вегетационным периодом развиваются с весны медленно, поздно цветут и плодоносят. В середине лета растут быстрее, чем клевер (Trifolium) и люцерна (Medicago).
Введенные в культуру виды леспедец являются растениями влажного и теплого климата. Чувствительны к заморозкам и длительной засухе. Не переносят засоления и избытка извести, но успешно развиваются на смытых и кислых почвах.

## Хозяйственное значение и применение
Некоторые виды выращиваются как декоративные садовые растения и/или как кормовые культуры, особенно на юге США. Кроме того, их используют для обогащения почвы и предупреждения её эрозии, так как их корни, как и у всех бобовых, вступают в симбиоз с бактериями, фиксирующими атмосферный азот и переводящими его в доступную для усвоения растениями форму, таким образом, повышая плодородие почвы. В некоторых местах представители леспедецы являются инвазивными видами.
В зелёном виде охотно поедаются всеми сельскохозяйственными животными, питательны и легко усваиваются, выносят выпас, не вызывают тимпанию рубца.

## Особенности химического состава
Леспедеца двуцветная (Lespedeza bicolor) содержит в своих корнях и листьях буфотенин, I-метокси-N,N-диметилтриптамин (леспедамин), также как и родственные Nω,Nω-диметилтриламины и их оксиды.

## Охрана
Два вида — леспедеца кривокистевая (Lespedeza cyrtobotrya) и леспедеца мохнатая (Lespedeza tomentosa) — внесены в Красную книгу Российской Федерации.

## Виды
По информации базы данных The Plant List, род включает 58 видов:
- Lespedeza acuticarpa Mack. & Bush
- Lespedeza alata (Schindl.) H.Lév.
- Lespedeza angustifolia (Pursh) Elliott
- Lespedeza bicolor Turcz. — Леспедеца двуцветная
- Lespedeza bodinieri (Schindl.) H.Lév.
- Lespedeza brittonii E.P.Bicknell
- Lespedeza buergeri Miq.
- Lespedeza capitata Michx. — Леспедеца головчатая
- Lespedeza caraganae Bunge
- Lespedeza chinensis G.Don
- Lespedeza cuneata G. Don — Леспедеза многолетняя
- Lespedeza cyrtobotrya Miq. — Леспедеца кривокистевая, или Леспедеца плотная
- Lespedeza cyrtobuergeri Akiyama & H.Ohba
- Lespedeza davidii Franch.
- Lespedeza davurica (Laxm.) Schindl. — Леспедеца даурская
- Lespedeza dunnii Schindl.
- Lespedeza elegans Cambess.
- Lespedeza elliptica Benth.
- Lespedeza fasciculiflora Franch.
- Lespedeza floribunda Bunge
- Lespedeza fordii Schindl.
- Lespedeza forrestii Schindl.
- Lespedeza frutescens (L.) Hornem.
- Lespedeza gerardiana Maxim.
- Lespedeza hirta (L.) Hornem.
- Lespedeza hispida (Franch.) T.Nemoto & H.Ohashi
- Lespedeza homoloba Nakai
- Lespedeza inschanica (Maxim.) Schindl.
- Lespedeza intermedia (S.Watson) Britton
- Lespedeza intermixta Makino
- Lespedeza japonica L.H.Bailey — Леспедеца японская
- Lespedeza juncea (L.f.) Pers. — Леспедеца ситниковая, или Леспедеца копеечниковая
- Lespedeza junghuhniana Bakh.f.
- Lespedeza kagoshimensis Hatus.
- Lespedeza leptostachya A.Gray
- Lespedeza longifolia DC.
- Lespedeza manniana Mack. & Bush
- Lespedeza maximowiczii R.C.Schneid.
- Lespedeza melanantha Nakai
- Lespedeza mucronata Ricker
- Lespedeza neglecta (Britton) Mack. & Bush
- Lespedeza nuttallii Darl.
- Lespedeza × oblongifolia (Britton) W.Stone
- Lespedeza pilosa (Thunb.) Siebold & Zucc.
- Lespedeza polyantha (Franch.) H.Lév.
- Lespedeza potaninii Vassilcz.
- Lespedeza procumbens Michx.
- Lespedeza pubescens Hayata
- Lespedeza repens (L.) W.P.C.Barton
- Lespedeza speciosa Maxim.
- Lespedeza stuevei Nutt.
- Lespedeza texana Britton
- Lespedeza thunbergii (DC.) Nakai — Леспедеца Тунберга
- Lespedeza tomentosa (Thunb.) Maxim. — Леспедеца мохнатая, или Леспедеца войлочная
- Lespedeza viatorum Champ. ex Benth.
- Lespedeza violacea (L.) Pers.
- Lespedeza virgata (Murray) DC.
- Lespedeza virginica (L.) Britton
- Lespedeza wilfordii Ricker

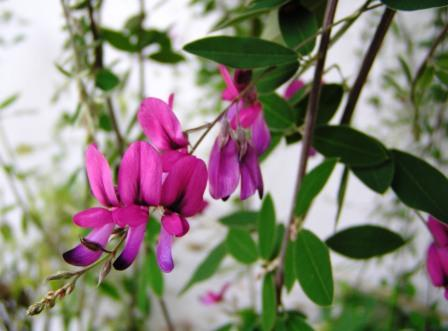
Леспедеца Тунберга (Lespedeza thunbergii)
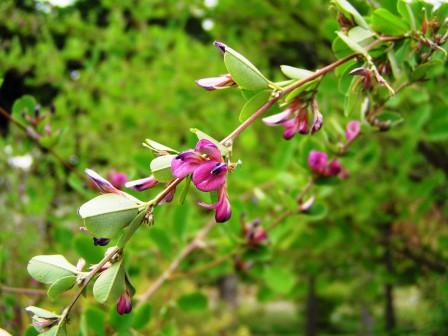
Леспедеца кривокистевая (Lespedeza cyrtobotrya)
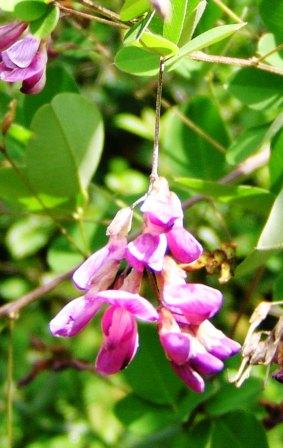
Леспедеца двуцветная (Lespedeza bicolor)
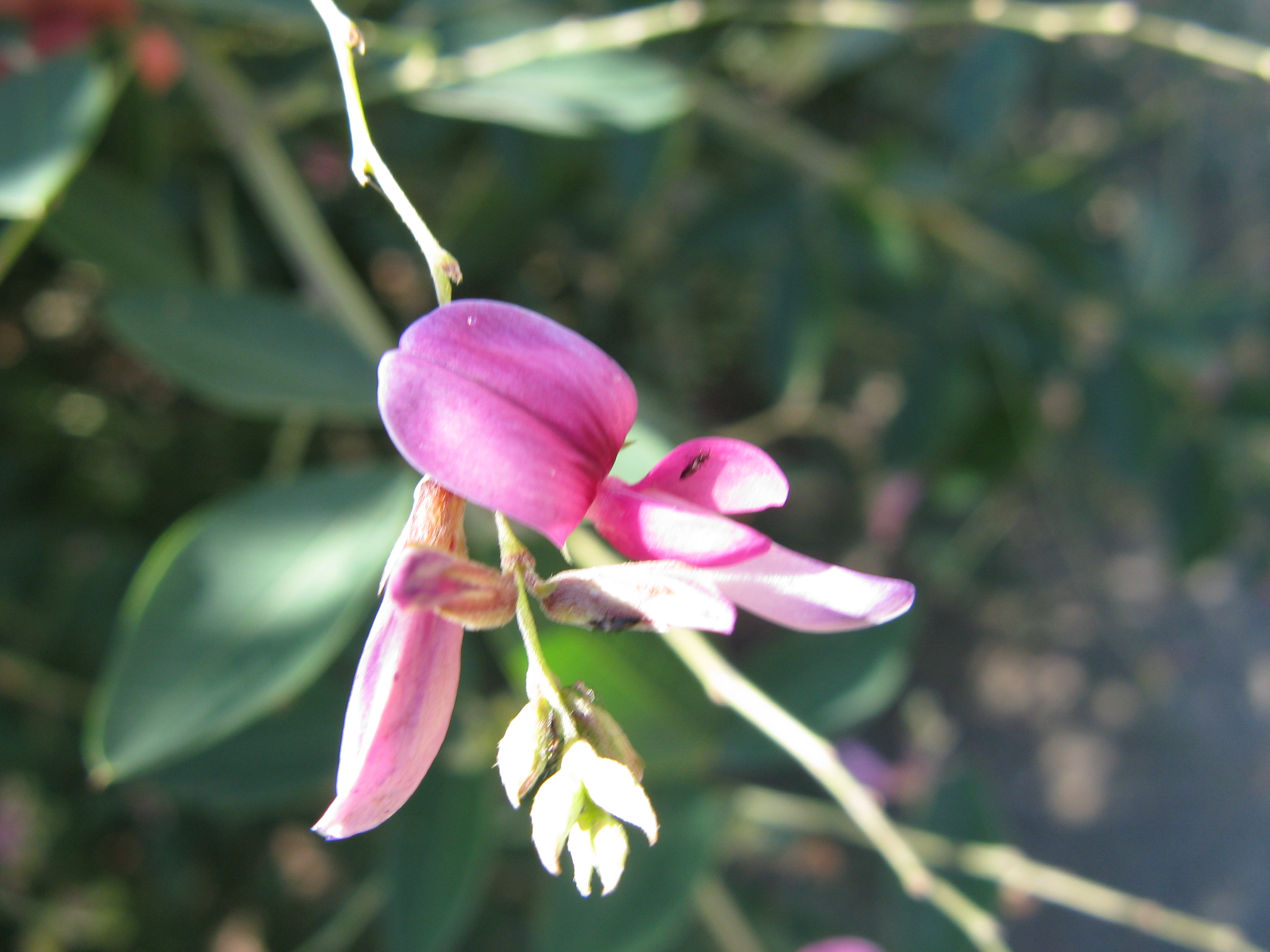
Леспедеца японская (Lespedeza japonica)
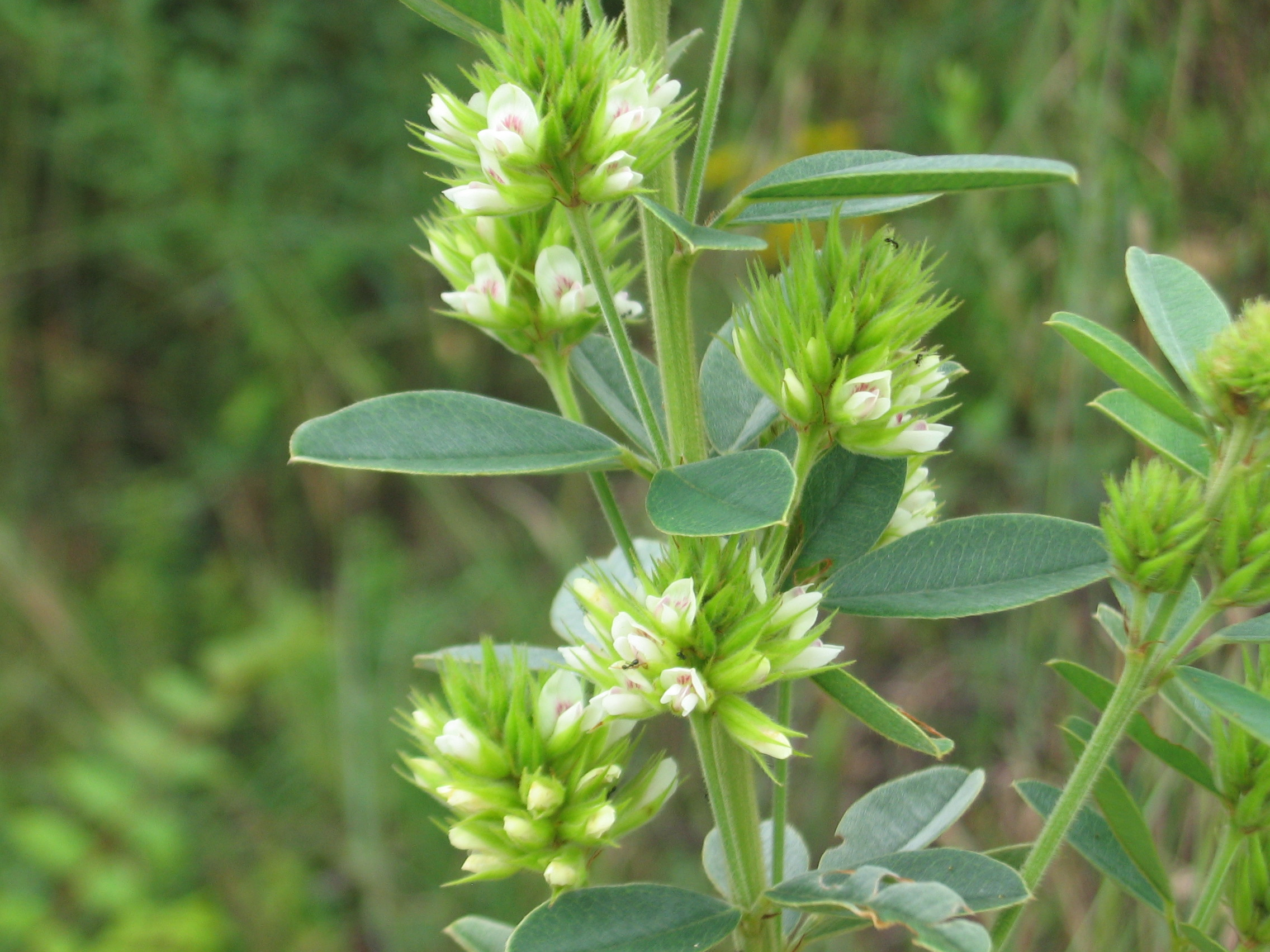
Леспедеца головчатая (Lespedeza capitata)
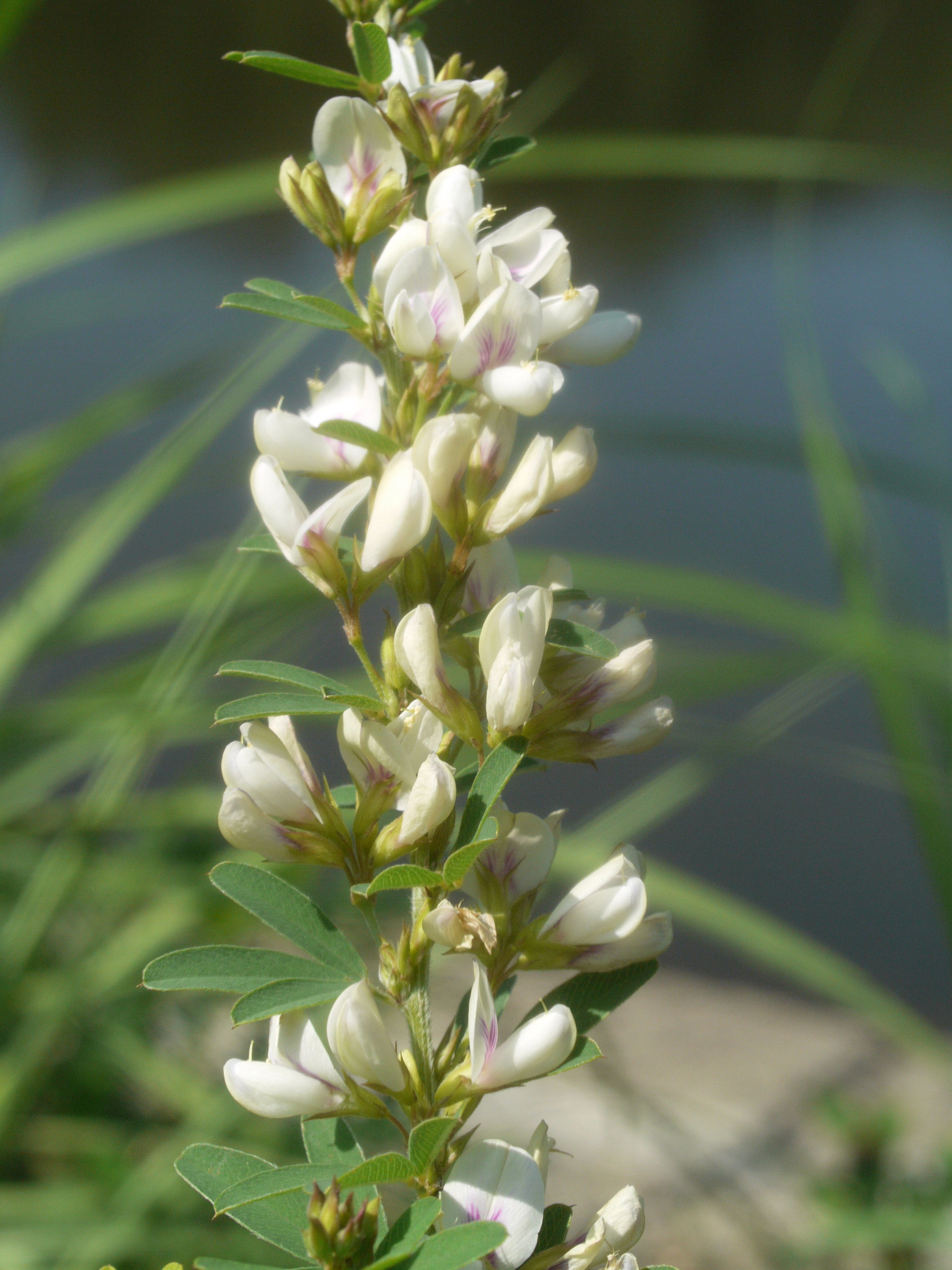
Леспедеца ситниковая (Lespedeza juncea)
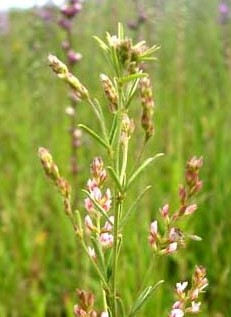
Lespedeza leptostachya